# 圣皮埃尔代西夫 (卡尔瓦多斯省)
圣皮埃尔德西夫（法語：Saint-Pierre-des-Ifs，法語發音：[sɛ̃ pjɛʁ de.z‿if] ⓘ）是法国卡尔瓦多斯省的一个市镇，位于该省中东部，属于利雪区。

## 地名
“Ifs”在拉丁语中意为“水”或“潮湿的地方”。

## 地理
圣皮埃尔德西夫（49°6'46"N, 0°9'27"E）面积11.16 平方千米，位于法国诺曼底大区卡爾瓦多斯省，该省份为法国西北部沿海省份，北濒大西洋英吉利海峡，东北与滨海塞纳省以海上边界相接，东临厄尔省，南至奧恩省，西与芒什省接壤。
与圣皮埃尔德西夫接壤的市镇（或旧市镇、城区）包括：拉布瓦西耶尔、勒梅尼勒厄德、莱蒙索、勒普雷多日、圣代西尔、圣马丹德拉略、圣克里斯托夫-叙孔代。
圣皮埃尔德西夫的时区为UTC+01:00、UTC+02:00（夏令时）。

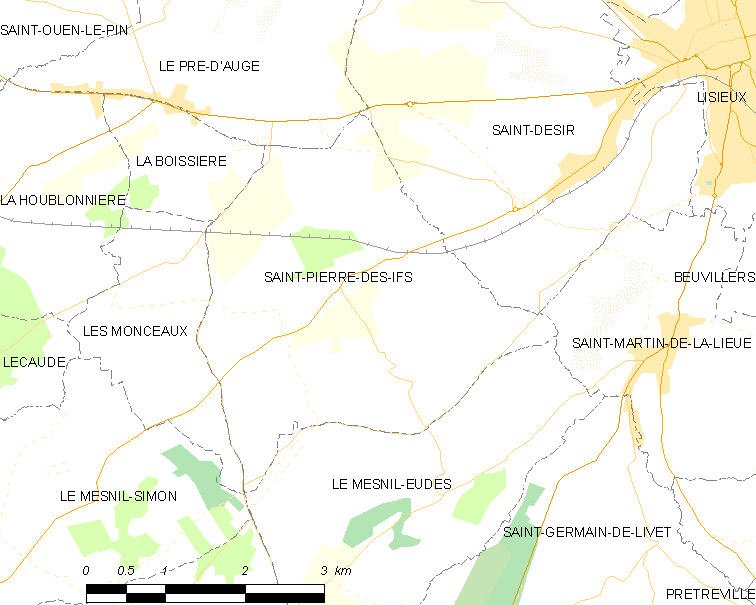
圣皮埃尔德西夫的OSM定位图

## 行政
圣皮埃尔德西夫的邮政编码为14100，INSEE市镇编码为14648。

## 政治
圣皮埃尔德西夫所属的省级选区为梅济东瓦莱多日县。

## 人口

1962-2008年间圣皮埃尔德西夫人口变化图示

圣皮埃尔德西夫于2022年1月1日时的人口数量为453人。